# Arrojo (Sober)
Arrojo (llamada oficialmente San Martiño de Arroxo) es una parroquia española del municipio de Sober, en la provincia de Lugo, Galicia.

## Límites
Limita con las parroquias de Refojo al nordeste, Proendos al sureste, Millán al suroeste y Villaoscura al noroeste.

## Organización territorial
La parroquia está formada por cuatro entidades de población:

### Entidades de población
Entidades de población que forman parte de la parroquia:
- San Martiño
- Sober
- Vilela

### Despoblado
Despoblado que forma parte de la parroquia:
- Vizcaya (Bizcaia)

## Demografía
| Gráfica de evolución demográfica de Arrojo entre 2000 y 2021 |
|                                                              |
| Datos según el nomenclátor publicado por el INE.             |